# Miha Škerbinc - Barbo
Miha Škerbinc - Barbo, slovenski častnik, * 6. junij 1965, Maribor.
Škerbinc je bil poveljnik 1. brigade SV v letih 2012−2014, decembra 2014 je bil imenovan za namestnika direktorja oddelka za vojaško načrtovanje in vojaško politiko vojaškega odbora zavezništva NATO.
Brigadir Škerbinc je bil poveljnik 1. brigade SV v letih 2012−2014, decembra 2014 je bil imenovan za namestnika direktorja oddelka za vojaško načrtovanje in vojaško politiko vojaškega odbora zavezništva NATO. Kot poveljnik poveljstva sil SV je bil 15. maja 2021 povišan v generalmajorja SV.

## Vojaška kariera
- poveljnik poveljstva sil SV (2018-19 in 2020-)
- namestnik direktorja oddelka za vojaško načrtovanje in vojaško politiko vojaškega odbora zavezništva NATO (2015−2018)
- poveljnik 1. brigade SV (2012-2014)
- poveljnik 10. motoriziranega bataljona SV (2006 - )
- poveljnik 20. motoriziranega bataljona SV (29. julij 2004 - )
- častnik mirovne misije OZN UNTSO (2001)
- izvršilni častnik 10. motoriziranega bataljona SV.

## Odlikovanja in priznanja
- medalja generala Franca Rozmana Staneta: 7. oktober 2011[3]